# Zjednoczone Siły Wolności
Zjednoczone Siły Wolności (tur. Birleşik Özgürlük Güçleri, BÖG) – działająca w czasie syryjskiej wojny domowej na terenie Rożawy organizacja bojowa, w skład której wchodzą emigranci kilku rewolucyjnych organizacji socjalistycznych z Turcji, w szczególności Rewolucyjnej Partii Komunardów (DKP).
Zainspirowana przez Brygady Międzynarodowe hiszpańskiej wojny domowej, organizacja została sformowana w grudniu 2014 w Kobanê w de facto autonomicznym regionie Rożawy w Syrii.
Dominująca Marksistowsko-Leninowska Partia Komunistyczna oraz maoistyczna Turecka Partia Komunistyczna / Marksiści-Leniniści nie dołączyły do Zjednoczonych Sił Wolności, ale wraz z innymi grupami komunistycznymi z Turcji, Hiszpanii i Grecji, w czerwcu 2015 utworzyły Międzynarodowy Batalion Wolności.

## Grupy członkowskie

### Rewolucyjna Partia Komunardów
Rewolucyjna Partia Komunardów (tur. Devrimci Komünarlar Partisi, DKP) jest rewolucyjną grupą socjalistyczną z Turcji. Została założona w lutym 2016 jako połączenie Proletariackiej Organizacji Wyzwolenia Rewolucji (tur. Proleter Devrimci Kurtuluş Örgütü, PDKÖ) i Partii Rewolucyjnej Turcji (tur. Türkiye Devrim Partisi, TDP), do której w 2017 dołączył Rewolucyjny Front (tur. Devrimci Karargâh). Partia ta jest najbardziej znaczącą grupą stojącą za BÖG, a także częścią sojuszu Ludowego Zjednoczonego Ruchu Rewolucyjnego w Turcji, razem z Partią Pracujących Kurdystanu i 9 innymi grupami.

### MLSPB-DC
Marksistowsko-Leninowska Zbrojna Grupa Propagandowa-Front Rewolucyjny (tur. Marksist Leninist Silahlı Propaganda Birliği-Devrim Cephesi, MLSPB-DC) to komunistyczna grupa zbrojna z Turcji. Batalion został utworzony przez  Rewolucyjny Front i MLSPB-DC nazwanym od Alpera Çakasy, bojownika MLSPB-DC zabitego podczas walk w Rożawie. Jest również częścią Ludowego Zjednoczonego Ruchu Rewolucyjnego.

### Sosyal İsyan
Społeczna Insurekcja (tur. Sosyal İsyan, Sİ) to grupa zielonych anarchistów i platformistów z Turcji. Sİ została założona w 2013 w Tuzluçayır. Członkowie grupy czerpią inspirację z takich postaci jak Alfredo M. Bonanno, Nestor Machno i Pierre-Joseph Proudhon.

#### Jednostki[8]
- Wolnościowe Siły Kobiet (tur. Kadın Özgürlük Gücü)
- Rewolucyjna Partia Komunardów (tur. Devrimci Komünarlar Partisi)
- Marksistowsko-Leninowska Zbrojna Grupa Propagandowa (tur. Marksist Leninist Silahlı Propaganda Birliği-Devrim Cephesi)
  - Betül Altindal Taburu[9]
  - Serpil Polat Taburu

- Społeczna Insurekcja (tur. Sosyal İsyan)
- Rewolucyjny Front (tur. Devrimci Cephe)
  - Rewolucyjna Kwatera (tur. Devrimci Karargâh)
- Front Pracy i Wolności (tur. Emek ve Özgürlük Cephesi)
- Proleteryanın Devrimci Kurtuluş Örgütü
- Aziz Güler Özgürlük Gücü Milis Örgütü
- Kızılbaş Timi
- Mahir Arpaçay Devrimci Savaş Okulu
- Necdet Adalı Müfrezesi
- Spartaküs Timi
- Şehit Bedreddin Taburu
- Kader Ortakaya Timi

## Kontrowersje w Turcji
21 września 2015 dowódca BÖG Aziz Güler (pseudonim: Rasih Kurtuluş) zginął w wyniku wybuchu miny lądowej podczas walki z Państwem Islamskim w Iraku i Lewancie. Jego ciało zostało przewiezione do szpitala w Serê Kaniyê w celu przewiezienia go z powrotem do Turcji. Władze tureckie jednak odmówiły wwiezienia ciała do kraju, wzbudzając tym samym kontrowersje. Jego rodzina odwołała się do gubernatora regionu w mieście Suruç, który odrzucił ich wniosek z powodu potajemnego nakazu Rządu Turcji oraz do Sądu Konstytucyjnego, który również odrzucił ich wnioski, zanim zwrócono się do Europejskiego Trybunału Praw Człowieka. Przeciwko tureckim władzom protestowano, a petycja na Change.org zebrała 23 738 podpisów. Po 59 dniach ciało Gülera mogło wjechać do Turcji i zostało pochowane w Stambule 22 listopada 2015.